# Ramanella anamalaiensis
Ramanella anamalaiensis е вид земноводно от семейство Microhylidae.

## Разпространение
Видът е разпространен в Индия.